# Bobby (2002)
Bobby ist ein deutscher Fernsehfilm aus dem Jahre 2002. Er enthält deutliche autobiographische Züge seines Hauptdarstellers Bobby Brederlow. Autorin war Gabriela Sperl, Regie führte Vivian Naefe.

## Inhalt
Bobby Kustermann, ein Mann mit Down-Syndrom, lebt in einer liebevollen Familie und führt ein glückliches Leben. Er hat Freunde, von denen er akzeptiert und wegen seiner fröhlichen und unkomplizierten Art geschätzt wird. Als seine Mutter unerwartet stirbt, hinterlässt sie ein beträchtliches Erbe, das derjenige aus der Familie für Bobbys Unterhalt bekommen soll, der sich ihres behinderten Sohnes annimmt. 
Zwischen Bobbys Geschwistern Nanni und Johannes kommt es zum Streit darüber, wer Bobby ein besseres Zuhause geben könne: Während Nanni und ihr Mann Klaus zwar ein „normales“ familiäres Umfeld zu bieten hätten, aber insbesondere Klaus nur auf das Geld aus ist, will sich Johannes wirklich um Bobby kümmern und ihm ein Zuhause geben. Er ist homosexuell und lebt mit seinem Lebensgefährten Marc zusammen, was die zuständigen Ämter nicht gutheißen. Erst als die Sache vor Gericht geht, wird den Streitparteien bewusst, dass es hier in der Hauptsache um Bobbys Willen geht und er am besten entscheiden kann, bei wem er in Zukunft leben möchte.

## Hörfilm
Die Audiodeskription des Films entstand 2004 und wurde durch den Bayerischen Rundfunk erstellt. Sprecherin der Bildbeschreibungen ist Annette Wunsch.

## Kritik
„Melodramatische Geschichte, die das Thema der geistigen Behinderung nicht übertrieben schwergewichtig behandelt und dadurch zusätzlichen Zündstoff erhält, dass der Behinderte von seiner Mutter als Haupterbe bedacht wurde, was zu Turbulenzen in der Familie führt.“